# Міста Італії
Це стаття про найбільші міста Італії.

## Таблиця
Дані ISTAT наведено на 31 серпня 2014 року. Вони засновані на перепису населення 2011 року і виправлені за офіційними демографічними даними (італ. bilancio demografico).
| Номер п/п | Місто                | Область               | Населення  |
| --------- | -------------------- | --------------------- | ---------- |
| 1         | Рим                  | Лаціо                 | 2 870 493  |
| 2         | Мілан                | Ломбардія             | 1 331 586  |
| 3         | Неаполь              | Кампанія              | 989 598    |
| 4         | Турин                | П'ємонт               | 899 291    |
| 5         | Палермо              | Сицилія               | 676 527    |
| 6         | Генуя                | Лігурія               | 594 254    |
| 7         | Болонья              | Емілія-Романья        | 385 435    |
| 8         | Флоренція            | Тоскана               | 379 102    |
| 9         | Барі                 | Апулія                | 321 687    |
| 10        | Катанія              | Сицилія               | 315 052    |
| 11        | Венеція              | Венеція               | 264 919    |
| 12        | Верона               | Венеція               | 259 941    |
| 13        | Мессіна              | Сицилія               | 240 725    |
| 14        | Падуя                | Венеція               | 210 494    |
| 15        | Трієст               | Фріулі-Венеція-Джулія | 205 555    |
| 16        | Таранто              | Апулія                | 202 297    |
| 17        | Брешія               | Ломбардія             | 195 193    |
| 18        | Прато                | Тоскана               | 190 698    |
| 19        | Парма                | Емілія-Романья        | 189 151    |
| 20        | Модена               | Емілія-Романья        | 185 041    |
| 21        | Реджо-ді-Калабрія    | Калабрія              | 184 708    |
| 22        | Реджо-нель-Емілія    | Емілія-Романья        | 172 028    |
| 23        | Перуджа              | Умбрія                | 166 169    |
| 24        | Ліворно              | Тоскана               | 160 520    |
| 25        | Равенна              | Емілія-Романья        | 158 976    |
| 26        | Кальярі              | Сардинія              | 154 637    |
| 27        | Фоджа                | Апулія                | 152 879    |
| 28        | Ріміні               | Емілія-Романья        | ніж 147500 |
| 29        | Феррара              | Емілія-Романья        | 133 967    |
| 30        | Салерно              | Кампанія              | 133 429    |
| 31        | Сассарі              | Сардинія              | 127 711    |
| 32        | Латина               | Лаціо                 | 125 185    |
| 33        | Монца                | Ломбардія             | 122 639    |
| 34        | Сиракузи             | Сицилія               | 122 286    |
| 35        | Пескара              | Абруццо               | 121 303    |
| 36        | Джульяно-ін-Кампанія | Кампанія              | 121 129    |
| 37        | Бергамо              | Ломбардія             | 118 691    |
| 38        | Форлі                | Емілія-Романья        | 118 250    |
| 39        | Тренто               | Трентіно-Альто-Адідже | 117 287    |
| 40        | Віченца              | Венеція               | 113 674    |
| 41        | Терні                | Умбрія                | 112 184    |
| 42        | Больцано             | Трентіно-Альто-Адідже | 105 974    |
| 43        | Новара               | П'ємонт               | 104 586    |
| 44        | П'яченца             | Емілія-Романья        | 102 384    |
| 45        | Анкона               | Марці                 | 101 484    |
| 46        | Андрія               | Апулія                | 100 416    |

## Найбільші міста

### Рим

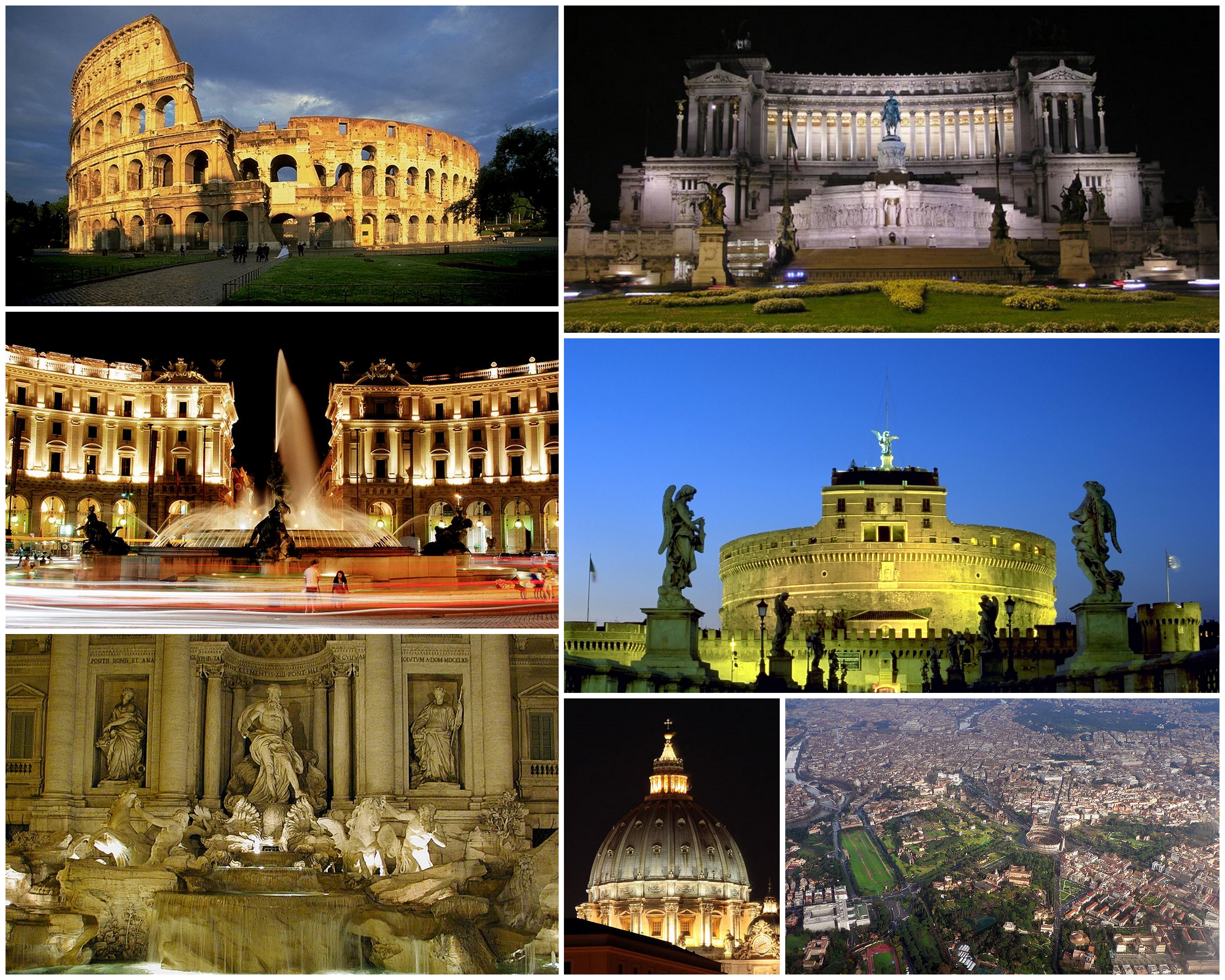
Рим

Рим — столиця і найбільше місто країни, столицею сучасної держави місто стало 1871 року. Це один з найзначніших історичних центрів Західного світу, виникнення якого, за легендою, відносять до 753 р. до н. е. Більш як тисячу років «вічне місто» було столицею Стародавнього Риму і ще тисячу — центром Папської держави. Піднесення Рима в стародавні часи пов'язане з його центральним розташуванням у межах Апеннінського півострова і в межах приморської частини, яка була найсприятливішою для людської діяльності того часу. Тепер Рим є сучасним містом з населенням у 2,8 млн чоловік. Він виконує всі столичні і чимало міжнародних функцій. У ньому міститься ФАО (Організація ООН з питань продовольства і сільського господарства). На відміну від Лондона, Парижа та Берліна, Рим не є великим осередком матеріального виробництва. Розвинені швейна, поліграфічна і харчова галузі. Дуже значні позиції його кіноіндустрії. Ще більшу роль відіграє туризм. Щороку Рим відвідують близько 10 млн туристів. Рим є одним з найважливіших у світі центрів старожитностей і мистецтв. У ньому багато театрів, музеїв і картинних галерей, палаців, фонтанів, вілл і храмів. У 1960 р. тут відбулись Літні Олімпійські ігри. Величезною є насиченість міста історичними, архітектурними та художніми пам'ятками. Найвідомішими залишками Стародавнього Риму є руїни Форуму, Колізею, терм (лазень) Каракалли та Діоклетіана, катакомби та ін. Рим лежить на обох берегах річки Тибр за 16 км від Тірренського моря. Його аванпорт Остія малий і не відповідає потребам великого міста. У плануванні Рима виділяють його історичні елементи: Стародавній Рим, папський Рим і сучасну забудову. Стародавня частина (сім пагорбів) включає і сучасні урядові, ділові, торгові й розважальні заклади. У XX ст. здійснені спроби створення спеціалізованих комплексів на околицях: залізничний вокзал, національна бібліотека і університетське містечко на сході, олімпійське містечко на півночі та великий урядовий центр на південному заході. Схвалено довгострокову програму реставрації руїн. Заборонено рух приватного автотранспорту в частині історичного центру.

### Мілан

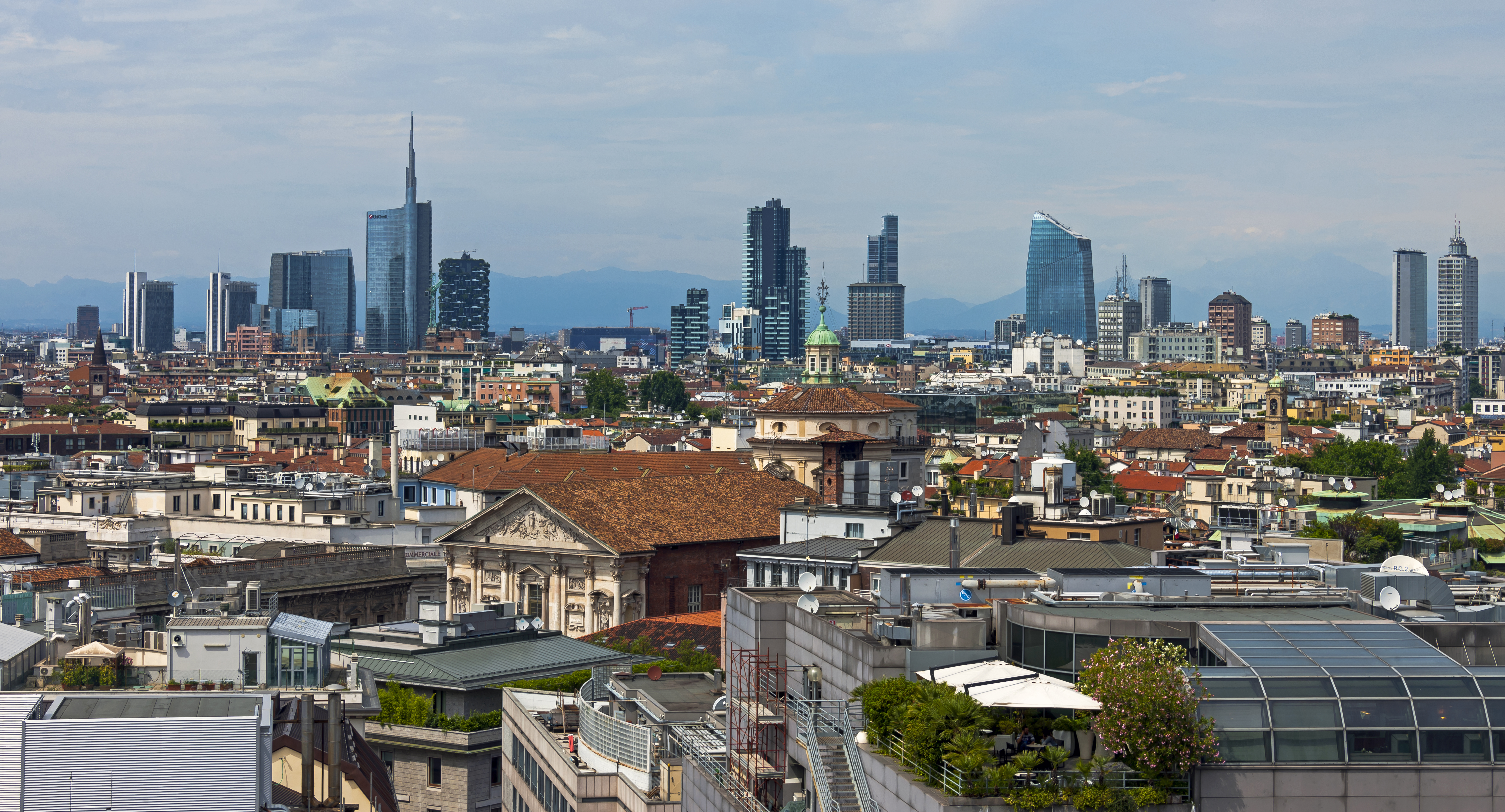
Мілан

Мілан — столиця Ломбардії (4,7 млн жителів) — є найбільшим містом Півночі й Італії в цілому та одним з найбільших міст Європи. Він входить до сімки євроміст «вищої ліги». Протягом 1395—1535 рр. це столиця середньовічного Міланського герцогства. Сьогодні Мілан виступає в ролі фінансової, торгової і промислової столиці Італії. Центральне розташування його в Північній Італії біля перевалів через Альпи і вигоди щодо зв'язків з Північно-Західною Європою незаперечні. Сама назва «Мілан» походить від римського «медіоланум» (серединний). Вже за 600 років до н. е. тут існувало кельтське поселення. У Мілані розміщені штаб-квартири корпорацій, банки, фондова і товарні біржі, страхові заклади тощо. У промисловості переважають машинобудування і металообробка, але одночасно це важливий текстильний центр (колись разом з французьким Ліоном він був лідером європейської шовкової промисловості), центр книгодрукування, фармацевтики та інших галузей. Мілан має давні культурні традиції, особливо в музично-театральній діяльності. В місті багато театрів і концертних залів, включаючи знаменитий театр «Ла Скала». Місто насичене художніми колекціями, музеями, бібліотеками, пам'ятками архітектури. Найвідомішою спорудою є Міланський собор. Ділова частина міста забудована хмарочосами.

### Неаполь

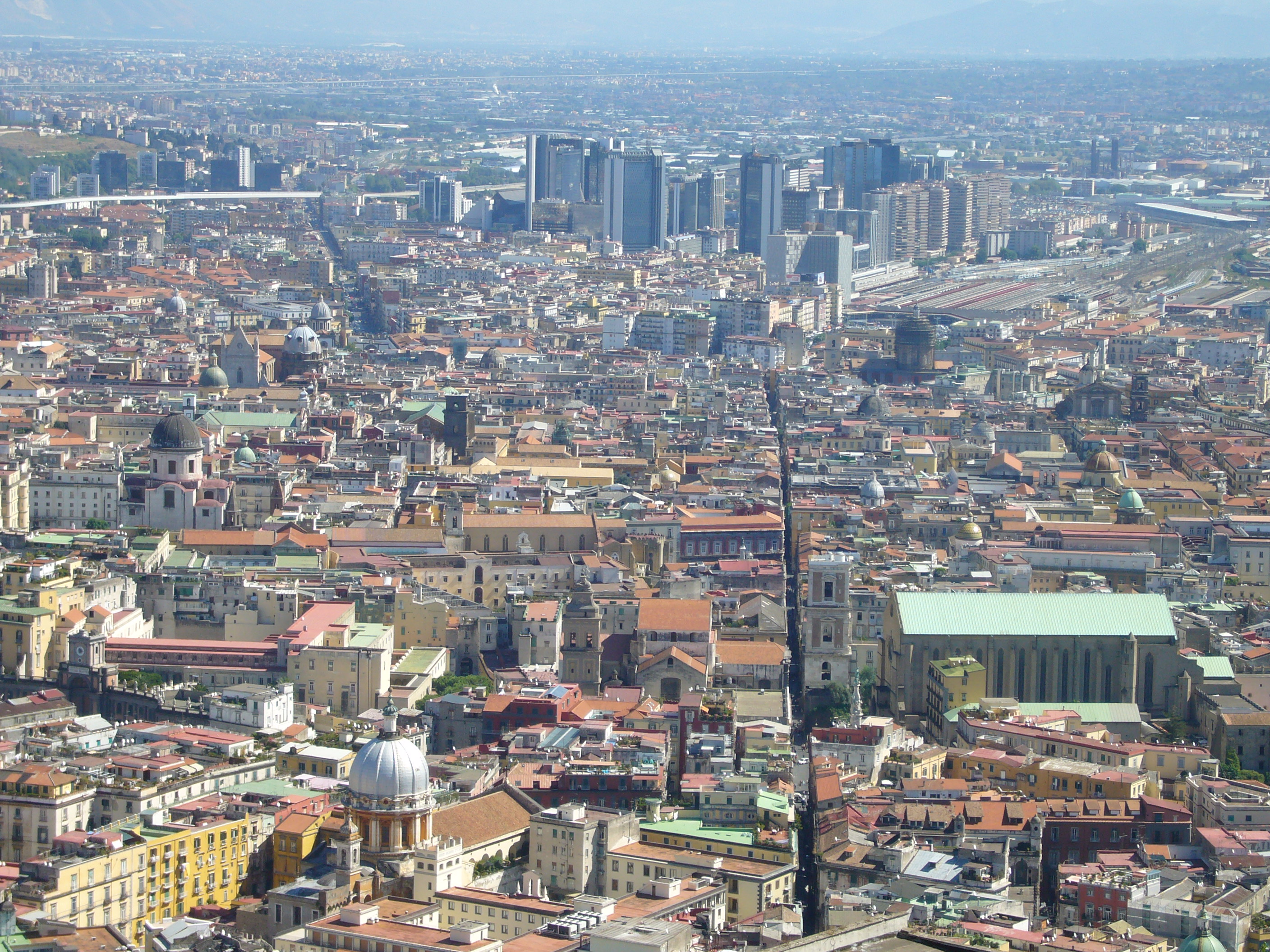
Неаполь

Неаполь — найбільше місто півдня країни (1,2  млн жителів). Значення його виходить за межі цього району. За своїми характеристиками він ближчий до Центру і входить у ту 500-кілометрову частину західного узбережжя, яка простягнулася від Флоренції через Рим до Неаполя та охоплює три області — Тоскану, Лаціо і Кампанію. В XII—IX ст. Неаполь неодноразово був столицею різних державних утворень. Неаполь розташований на берегах однойменної затоки і має солідний хінтерланд, яким є родюча прибережна низовина. Різноманітна промисловість міста включає металургію, нафтопереробку і нафтохімію, машинобудування, легку і харчову. Місто є важливим портом, а також науковим і культурним центром. Його університет був заснований в 1224 р. В очах іноземців Неаполь уособлює Південь Італії і приваблює багато туристів своїм виглядом і такими вартими уваги пам'ятками, як порт Санта-Лючія, острів Капрі, вулкан Везувій і розкопки стародавнього міста Помпеї.

### Палермо

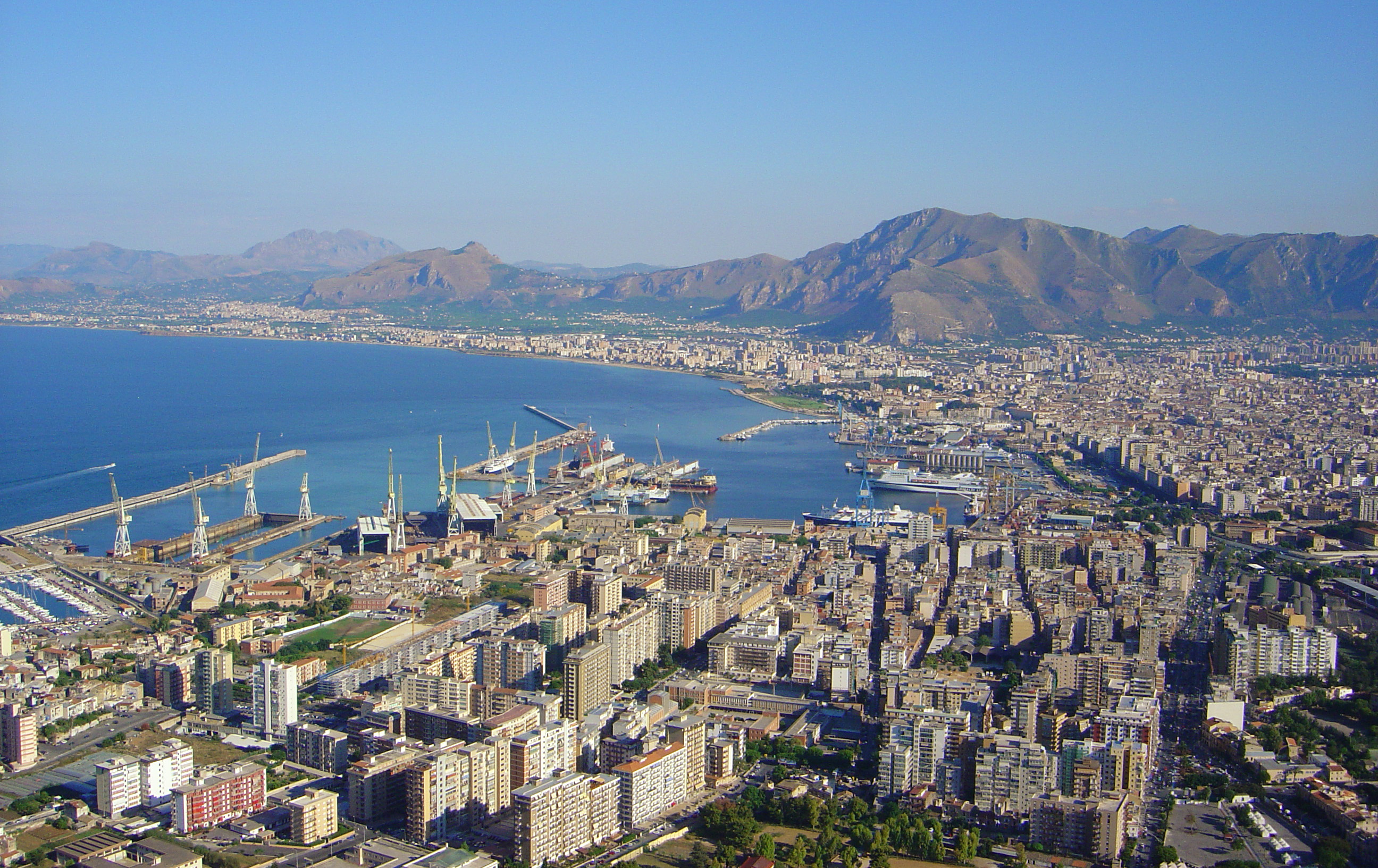
Палермо

### Турин

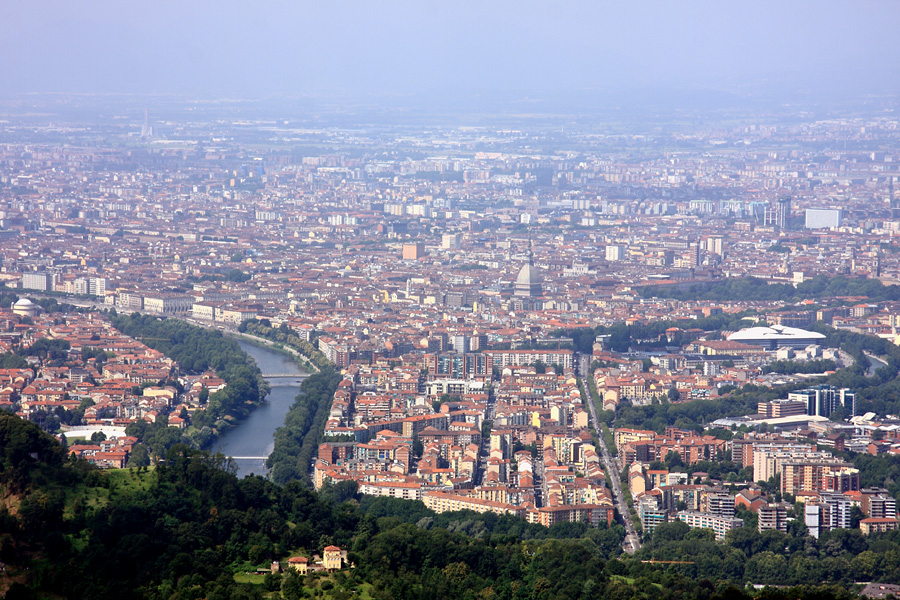
Турин

Турин (1,1 млн жителів) — центр П'ємонта. Розташований у верхів'ях річки По на підходах до перевалів Західних Альп. З VI ст. і по 1865  р. шість разів був столицею різних державних утворень. Напередодні та в роки Другої світової війни — осередок воєнної промисловості. Протягом 1942—1943 рр. значна частина міста була зруйнована. Сучасний Турин — частина «промислового трикутника» Півночі, транспортний вузол, науковий і культурний центр. Провідна галузь промисловості Турину — автомобільна. Тут знаходиться штаб-квартира й головні заводи корпорації «ФІАТ» і виготовляється 4/5 італійських автомобілів. Виробляють також літаки, залізничні вагони, трактори, суднові двигуни, шарикопідшипники тощо. Розвинені й інші галузі промисловості.

### Генуя

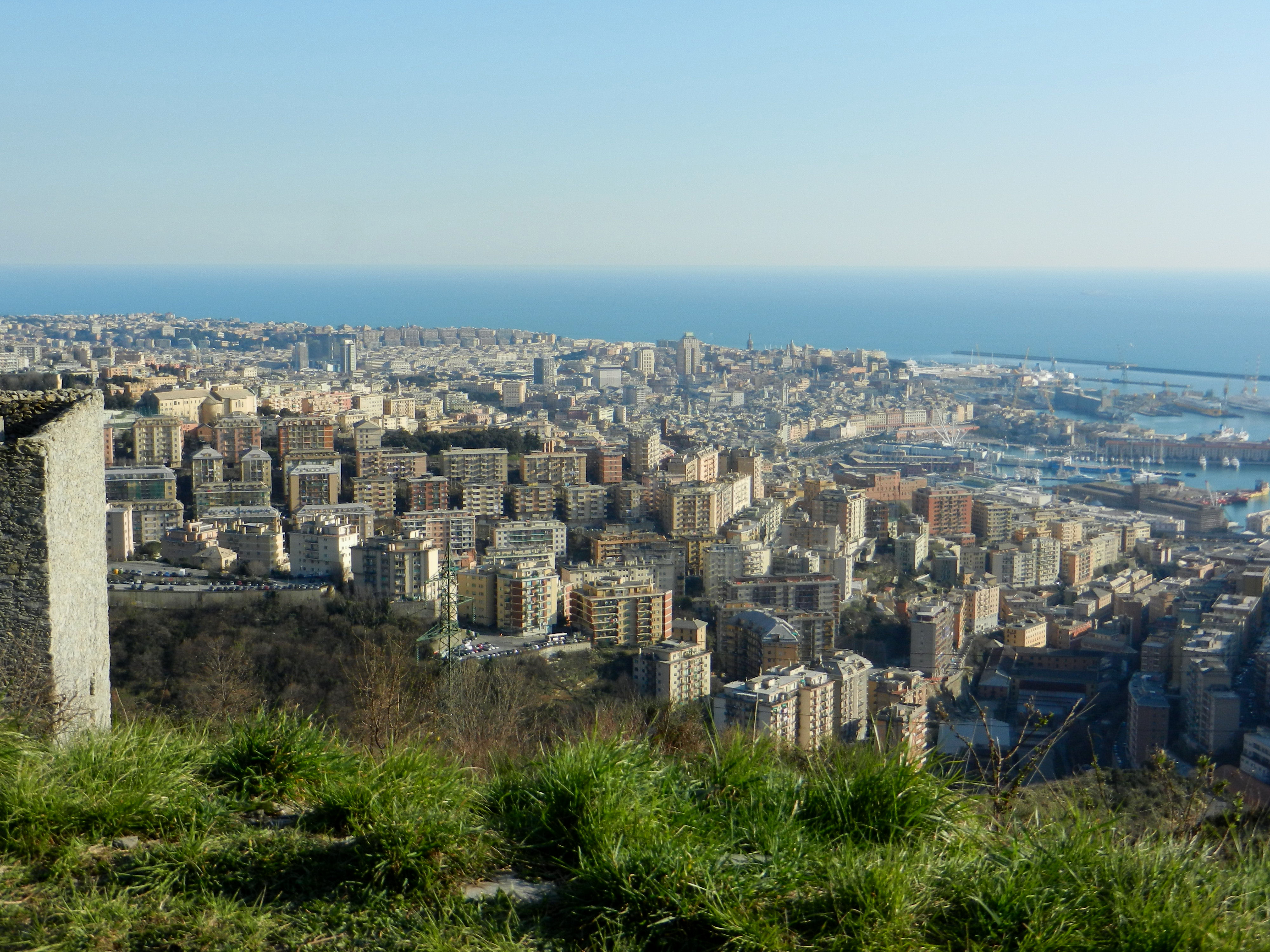
Генуя

Генуя — третя частина «промислового трикутника». Вона розташована на вузькій береговій смузі між Апеннінами і Лігурійським морем і є найбільшим морським портом країни. Її хінтерланд охоплює «промисловий трикутник» в Італії і навіть Швейцарію та Німеччину. Портова діяльність і зараз є головною для Генуї. Одночасно це банківсько-комерційний і промисловий центр. Структура промисловості Генуї типова для портових міст: суднобудування і ресурсні галузі (металургійна, нафтопереробна, харчова). В місті багато архітектурних та історичних пам'яток. В XIII—XV ст. Генуя була центром могутньої морської держави, колонії якої були і в Північному Причорномор'ї: Кафа (сучасна Феодосія), Балаклава, Судак, Керч. Генуя знаходиться майже посередині італійської Рив'єри — знаменитої курортної зони Середземномор'я. Найвідомішими її центрами в Італії є Сан-Ремо і Рапалло.

### Венеція

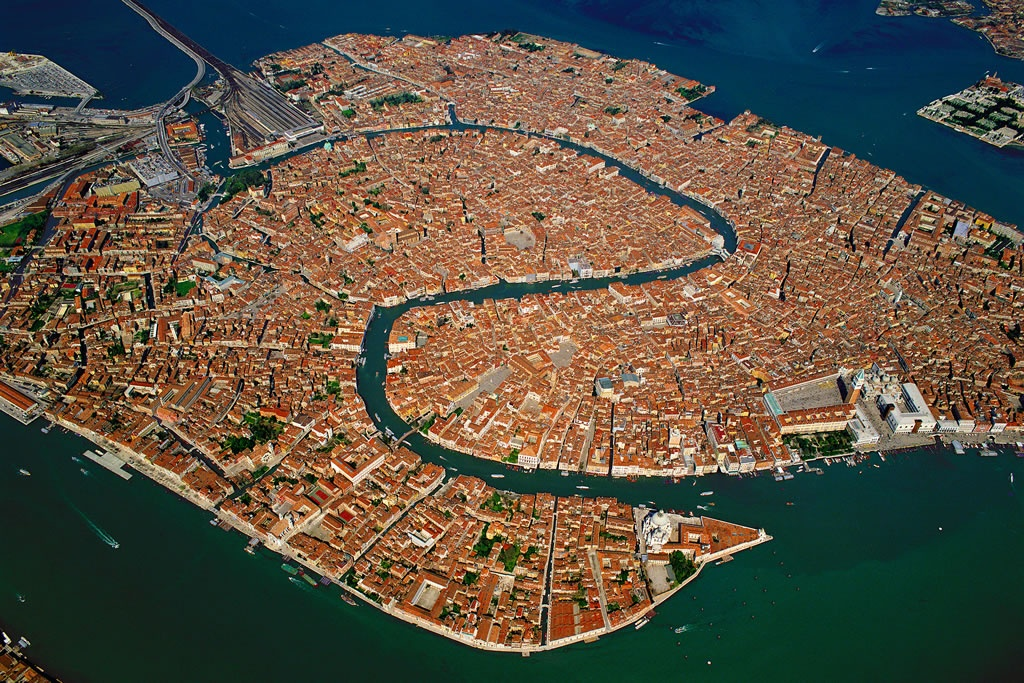
Венеція

Венеція — найбільше місто Північного Сходу. У XI—XV ст. вона була центром багатої і могутньої морської держави. Власне Венеція розташована на 118 островах у лагуні Адріатичного моря. За вулиці в місті правлять протоки (канали), їх більш як 150 і через них перекинуто понад 400 мостів. Зв'язок з материком підтримується двома мостами (залізничним і шосейним). Сучасна промисловість, у тому числі й важка, та портова діяльність зосереджені в передмістях на материку, а історичний центр існує коштом експлуатації свого минулого: ансамблі й окремі пам'ятки архітектури, картинні галереї, традиційні фестивалі, вироби з венеціанського скла тощо. Венеція — один з найзнаменитіших туристичних центрів світу.

### Флоренція

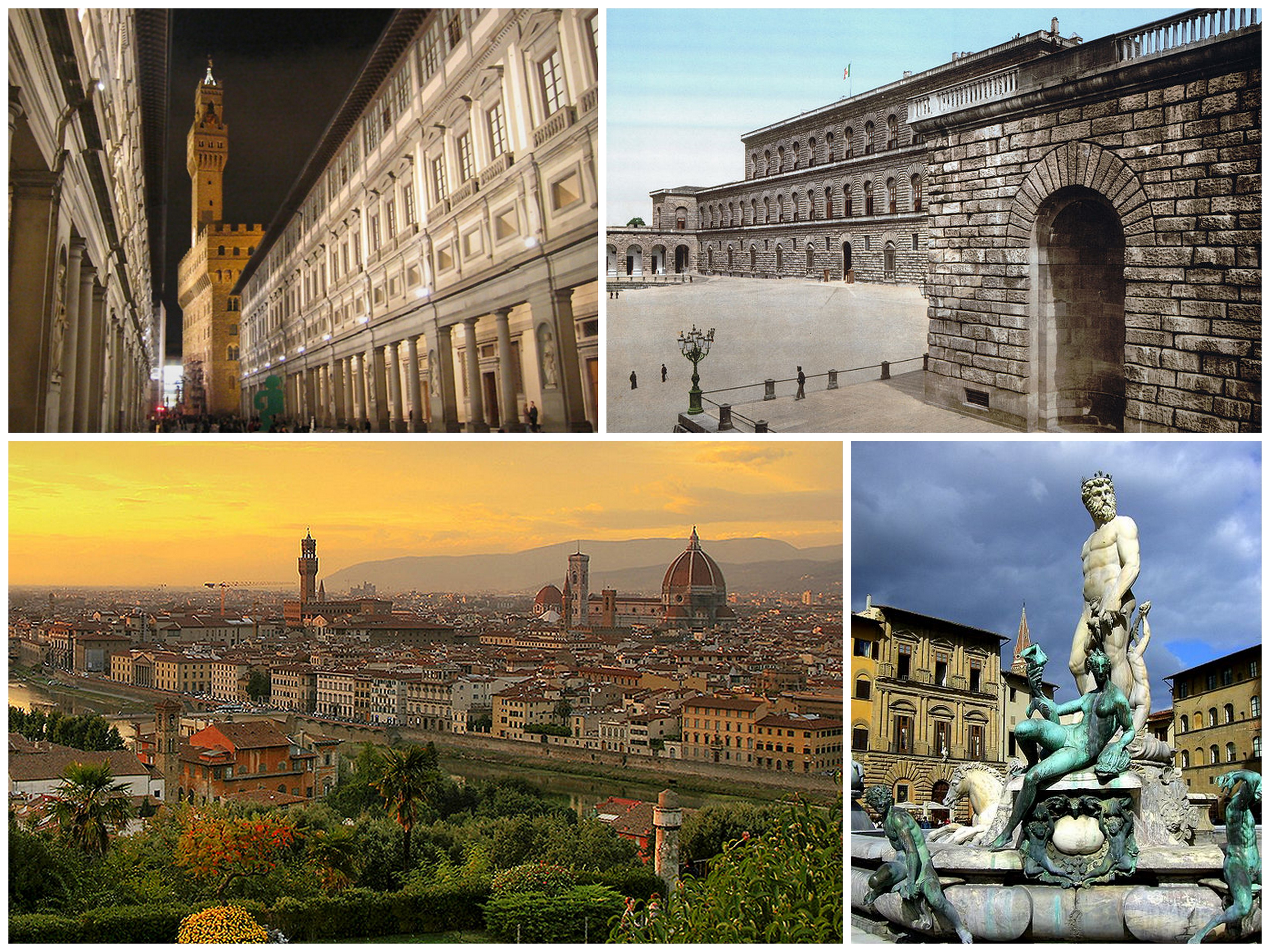
Флоренція

Флоренція на річці Арно в області Тоскана має різноманітні функції, але її важливість значно більше, ніж у Римі, визначається її минулим. В XIV—XVI ст. Флоренція була столицею Тосканського герцогства і головним культурним, торговим і банківським центром Італії. Тут творили найвидатніші поети, архітектори, художники і скульптори італійського Відродження. Місто в той час звали «Афінами Заходу». Флоренція відома як місто-музей. її картинні галереї Уффіці та Пітті — серед найвідоміших у світі. Флоренція — місто-побратим Києва.

### Трієст

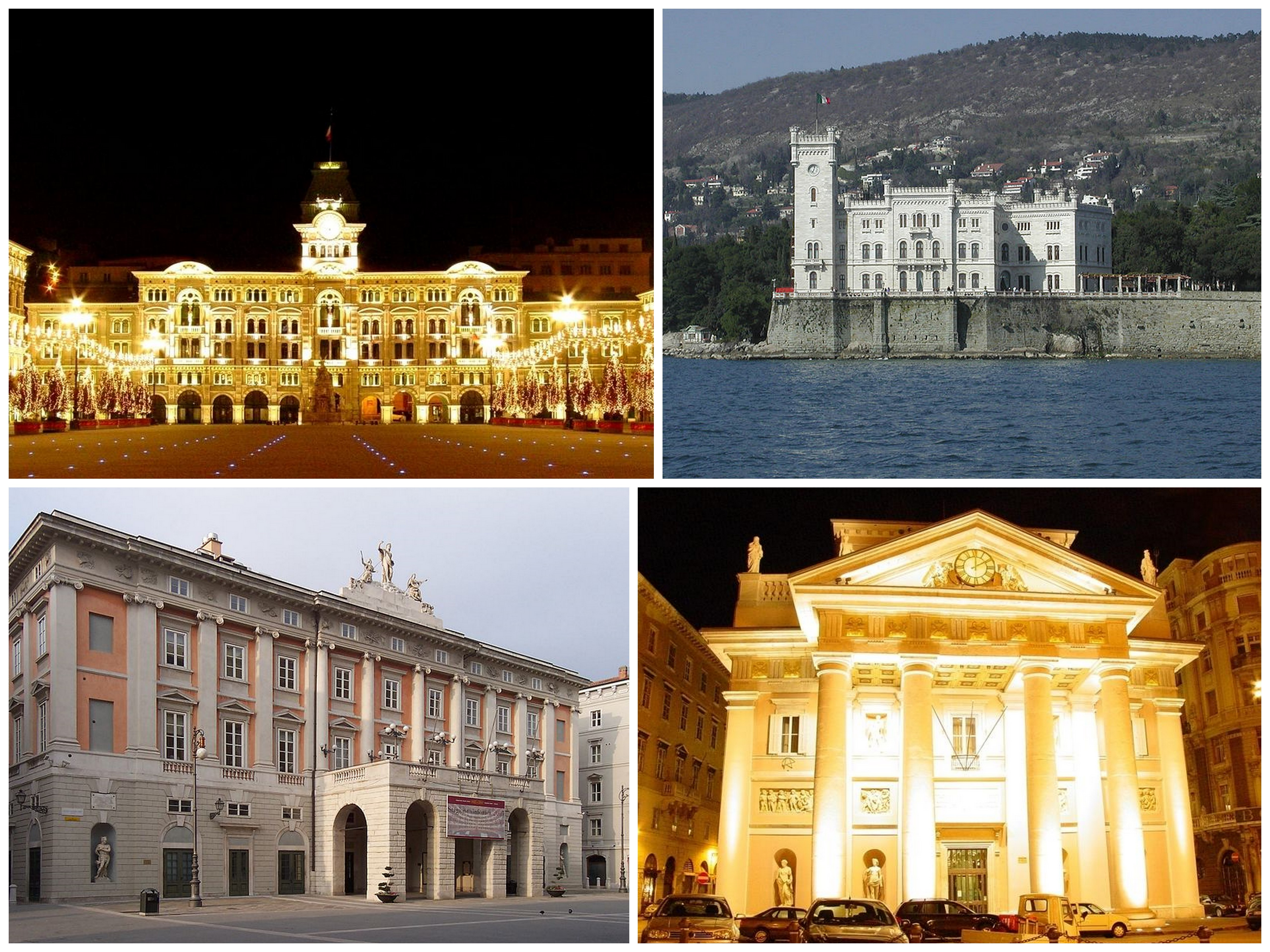
Трієст

Трієст — прикордонне місто, яке не раз було причиною міжнародних конфліктів. Перевагою його є глибоководний порт, вузьким місцем — відсутність власного хінтерланда в межах Італії. Але протягом століть Трієст був зручним виходом до Середземномор'я і далі на схід для Австрії та Німеччини, а також для Центральної та Південно-Східної Європи. І тепер для нього головним є портова діяльність і пов'язані з нею галузі обробної промисловості, включаючи суднобудування.